# Clusiella isthmensis
Clusiella isthmensis är en tvåhjärtbladig växtart som beskrevs av B. E. Hammel. Clusiella isthmensis ingår i släktet Clusiella och familjen Calophyllaceae. Inga underarter finns listade i Catalogue of Life.